# Svitlenke, Bilokurakîne
Svitlenke (în ucraineană Світленьке) este un sat în comuna Prostore din raionul Bilokurakîne, regiunea Luhansk, Ucraina.

## Demografie
Componența lingvistică a localității Svitlenke
     Ucraineană (97,62%)
     Rusă (2,38%)
Conform recensământului din 2001, majoritatea populației localității Svitlenke era vorbitoare de ucraineană (97,62%), existând în minoritate și vorbitori de rusă (2,38%).